# Zaddiq

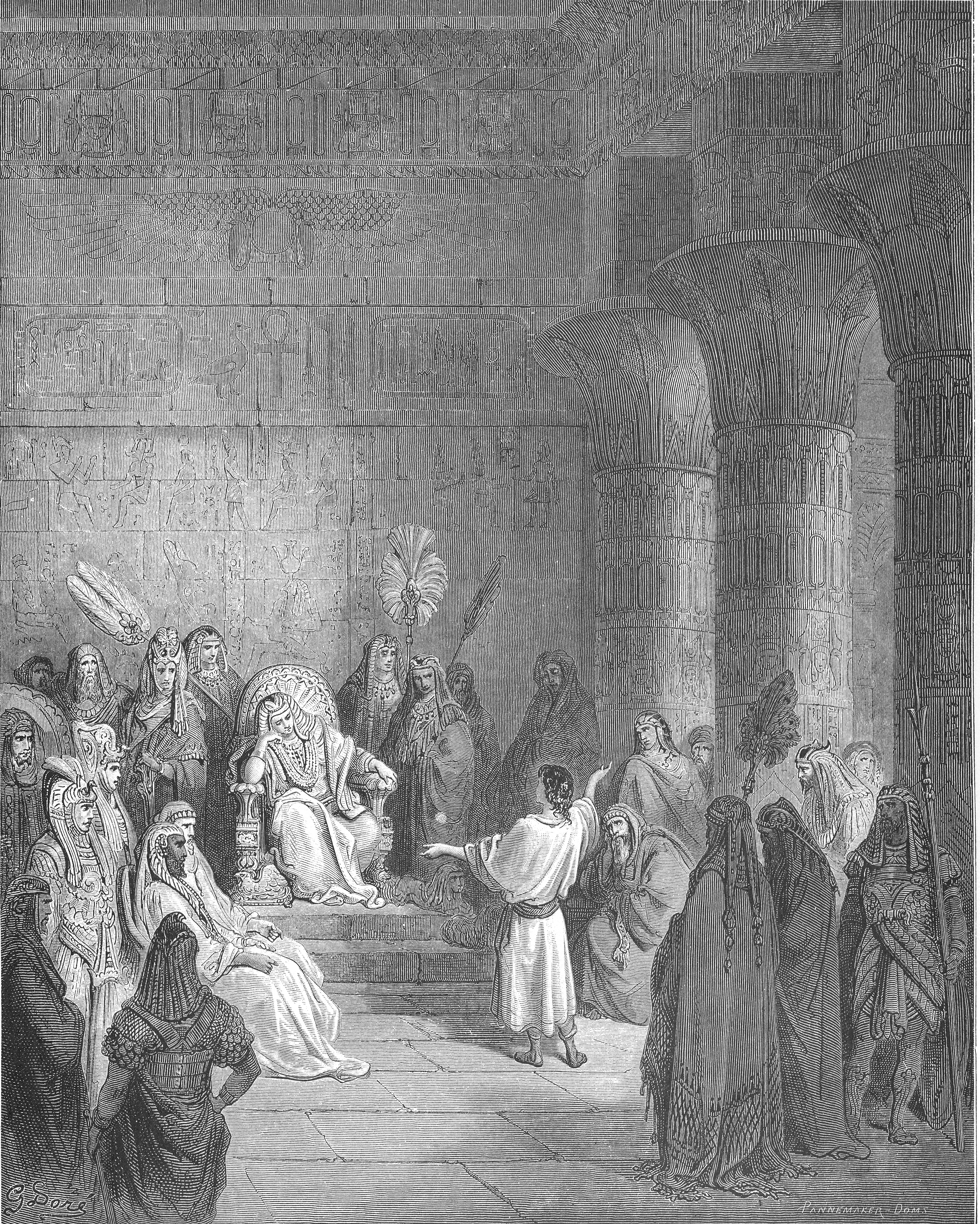
Giuseppe interpreta il sogno del Faraone.
Tra le figure bibliche dell'ebraismo, Yosef è tradizionalmente chiamato lo Tzadik. Mentre i Patriarchi vivevano supernamente come pastori, la qualità di rettitudine è oltremodo evidente nella santità di Giuseppe immerso nella mondanità straniera. Nella Kabbalah ebraica, Giuseppe personifica la Sefirah di Yessod, la connessione inferiore discendente della spiritualità verso il materialismo, il ruolo sociale dello Tzadik nell'ebraismo chassidico.

Zaddiq o Tzadik/Zadik/Sadiq (in ebraico צדיק‎?, «giusto»; plur. in ebraico צדיקים‎?, ṣaddīqīm) è un titolo onorifico usato nell'ebraismo, generalmente conferito a coloro che vengono considerati giusti, come un personaggio biblico, un maestro spirituale o un rabbino. La radice della parola ṣaddīq è ṣ-ḏ-q (צדק, ṣeḏeq) che significa «giustizia» o «rettitudine», radice anche di tzedakah («carità», lett. «giustizia»); tale termine quindi si riferisce a colui che agisce giustamente. Il termine femminile della persona retta è tzadeikes/tzaddeket.
Il termine zaddiq o tzadik, cioè «giusto» (e i suoi significati correlati) si sviluppò nel pensiero ebraico come opposto di chassid (l'onorifico «pio»), ulteriormente esaminato e approfondito dalla letteratura etica e dalla spiritualizzazione esoterica della Kabbalah. Nell'ebraismo chassidico, l'istituzione dello Tzadik assunse importanza centrale, combinando per la prima volta il precorso misticismo elitista con un movimento sociale. Adattando la terminologia teosofica kabbalistica, il pensiero chassidico internalizzò l'esperienza mistica, enfatizzando un attaccamento di fedeltà (Deveikuth) al proprio Rebbe, che rappresenta e trasmette il flusso divino della benedizione al mondo.

## Etimologia
In arabo la parola/nome Ṣādiq (صادق) e l'etiope Tsaddəq (ጻድቅ) sono parole imparentate con significati simili. Anche il titolo della novella satirica di Voltaire intitolata Zadig proviene da questa radice. Ṣedeq («rettitudine» nella religione cananea) potrebbe essere stato l'epiteto di un dio dei Gebusei. La parola ebraica appare nei nomi biblici di Melchizedek, Adonizedek e Zadok, il sommo sacerdote di Davide.

## Caratteristiche delloZaddiq

### Definizioni
Nel pensiero ebraico esistono varie definizioni di Zaddiq. Secondo Maimonide (basato sul Trattato Yevamot del Talmud babilonese, 49b-50a): "Colui del quale i meriti sorpassano le sue iniquità è uno zaddiq." Secondo la Tanya: Likkutei Amarim di Shneur Zalman di Lyady (che si fonda su passaggi del Tanakh e del Talmud, e sulla tradizione della Kabbalah), il vero titolo di Tzadik denota una descrizione spirituale dell'anima e può unicamente essere dato a colui che non solo non pecca mai, ma che ha anche eradicato qualsiasi inclinazione a farlo: uno che ha completamente sublimato le proprie inclinazioni "animali" naturali e vitali nella santità, cosicché possa provare soltanto amore e timore di Dio, senza tentazioni materiali. Pertanto, uno zaddiq serve da "veicolo" o "merkavah" (מרכבה) a Dio e non ha Ego o autocoscienza. Da notare che una persona non può ottenere tale livello, ma viene invece accordato dall'Alto. Questo livello particolare eleva la persona "intermedia" ("beinoni") ad una che non pecca mai con pensieri, parole, o azioni. Costoro percepiscono solo una comunione divina durante momenti di devozione o studio, mentre nella vita mondana possono essere tentati da inclinazioni naturali, ma scelgono sempre di rimanere connessi alla santità. Nel Tanya si evidenzia la differenza tra i concetti maimonidei-talmudici e i susseguenti concetti cabalistici-chassidici. Poiché la "Torah ha 70 configurazioni" d'interpretazione, forse entrambi i concetti sono veri metafisicamente:
(Tanya, Cap. 1)

### Zaddiq Nistarolamedvavnik
Lo Zaddiq Nistar (in ebraico צַדִיק נִסתָר‎?, anche Tzadik Nistar)  plur. Zaddiqim Nistarim (in ebraico צַדִיקִים נִסתָּרים‎?, anche Tzadikim Nistarim - "i giusti nascosti") o Lamed Vav Tzadikim ("36 giusti") spesso abbreviato Lamed Vav(niks), si riferisce a "36 Giusti", nozione radicata nelle dimensioni più mistiche dell'ebraismo.

#### Origini
Il Talmud e segmenti del misticismo ebraico affermano che almeno 36 Zaddiqim Nistarim (Zaddiqim nascosti o anonimi) vivono tra di noi in un dato momento e per ogni generazione dall'inizio alla fine del mondo, a giustificare il fine del genere umano agli occhi di Dio; sono segreti (per questo vengono chiamati anche solo nistarìm), ma è grazie a loro che il mondo non viene distrutto. Il chassidismo e la Kabbalah presentano varie idee sulla natura e ruolo di questi 36 Zaddiqim.
La fonte che proviene dal Talmud è spiegata come segue:
Come concetto mistico, il numero 36 è ancor più interessante. Si dice che in qualsiasi momento [della storia umana] esistano nel mondo 36 persone speciali, e se non fosse per queste persone, tutte queste persone, se anche una sola di esse mancasse, il mondo verrebbe a finire. Le due lettere ebraiche che formano il numero 36 sono lamed, che è 30, e vav, che è 6. Di conseguenza queste 36 persono vengono citate come Lamed-Vav Tzadikim. Questa inusuale credenza ebraica, molto popolare, si basa su una dichiarazione talmudica che afferma che in ogni generazione 36 giusti "accolgono la Shekhinah" - la Presenza Divina (Trattato Sanhedrin 97b; Trattato Sukkah (Talmud) 45b).

### Intendimento

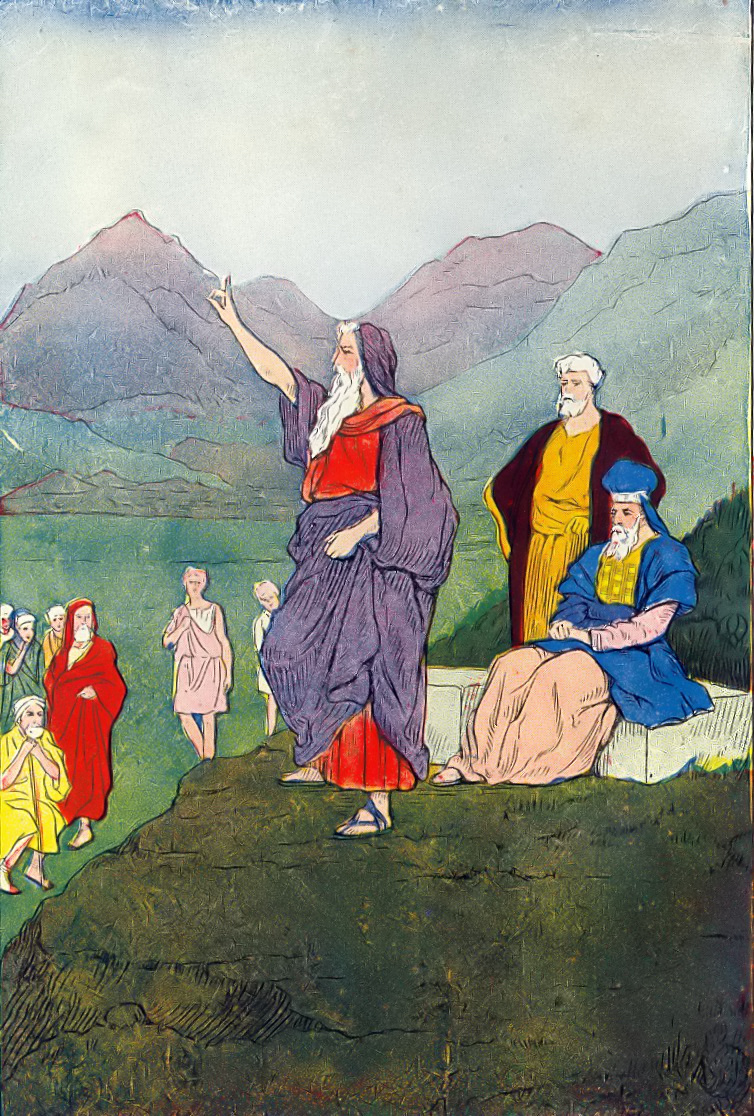
La Kabbalah descrive un'estensione di Mosè in ogni generazione, alternativamente identificata con lo Tzadik della generazione in corso, e un Messia potenziale per tale generazione. Nel chassidismo, l'essenza dell'anima corrisponde al livello di Mosè.

L'ebraismo mistico chassidico, come anche altre correnti dell'ebraismo, crede che esistano 36 persone giuste il cui ruolo nella vita sia di giustificare il fine dell'umanità agli occhi di Dio. La tradizione ebraica ritiene che le loro identità siano sconosciute anche tra di loro stessi e che, se uno di loro giungesse a comprendere il vero scopo della propria esistenza, non lo ammetterebbe mai e potrebbe essere immediatamente sostituito da un altro giusto:
I Lamed-Vav Tzaddikim sono anche noti come Nistarim ("nascosti"). Nei racconti folkloristico-chassidici emergono dal loro occultamento volontario e, grazie ai poteri mistici che possiedono, riescono a scongiurare gli incombenti disastri di un popolo perseguitato dai nemici che li circondano. Tornano al loro anonimato non appena il loro compito è finito, 'nascondendosi' nuovamente nella comunità ebraica in cui vivono relativamente anonimi. I lamed-vavnik o lamed-vovnik (abbreviazione in yiddish), sparsi come sono in tutta la diaspora, non si conoscono tra di loro. In occasioni molto rare, uno di loro viene 'scoperto' per caso, ma il segreto della sua identità non deve essere divulgato. I lamed-vavnik stessi non sanno di far parte dei 36 giusti. Infatti, la tradizione vuole che se una persona asserisse di essere uno dei 36, questa sarebbe la prova che certamente non lo sia. Dal momento che ognuno dei 36 è modello di anavah ("umiltà"), tale virtù gli precluderebbe la propria autoproclamazione (di essere tra detti giusti). I 36 sono semplicemente troppo umili per credere di essere parte dei 36.
Gli Tzadikim Nistarim esemplificano un tipo di leadership che differisce dalla nozione del leader pubblico lungimirante che gli studiosi affermano essere sopravvalutato nella cultura moderna, ma è ben riassunto da un aforisma citato dai presidenti Truman e Reagan: "Non c'è limite a ciò che un uomo può fare o dove può arrivare se non gli importa di prendersene il merito."

#### Lamed-vavnik
Lamed-vavnik è il termine in yiddish per uno dei 36 giusti o Tzadikim citati dalla Kabbalah e dal misticismo ebraico. Secondo questo insegnamento, in qualsiasi momento esistono almeno 36 persone sante e giuste al mondo che sono Tzadikim. Questi santoni sono nascosti, cioè nessuno sa dove siano. In base ad alcune versioni della relativa storia, loro stessi potrebbero non sapere chi sono o che lo sono. Per il bene di questi 36 santi nascosti, Dio conserva il mondo, anche se il resto dell'umanità è degenerata al livello di barbarie totale. Ciò è simile alla storia di Sodoma e Gomorra nel Bibbia ebraica (Tanakh), dove Dio disse ad Abramo che avrebbe risparmiato la città di Sodoma, se ci fosse stato un quorum di almeno 10 uomini giusti. Dal momento che nessuno sa chi siano i lamedvavnik, nemmeno loro stessi, ogni ebreo deve agire come se lui o lei potesse essere uno di loro; cioè, deve condurre una vita santa e umile e pregare per il bene degli altri esseri umani. Si dice anche che uno di questi 36 possa potenzialmente essere il Messia ebreo, se il mondo è pronto per tale rivelazione. In caso contrario, vivono e muoiono come persone comuni. Se la persona sappia o meno di essere il potenziale Messia è tuttora dibattuto.

Il simbolo Chai

Il termine lamedvavnik deriva dalla lettere ebraiche Lamedh ("L") e Vav ("V"), i cui valori numerici (cfr. Ghematria) assommano a 36. Il "nik" alla fine è un suffisso russo o yiddish che indica "una persona che..." Il numero 36 è due volte 18. Nella ghematria (forma di numerologia ebraica), il numero 18 sta per "vita", perché le lettere ebraiche che formano chai, che significa "vivente", assommano a 18. Poiché 36 = 2×18, la cifra rappresenta "due vite".
In alcune storie chassidiche, i discepoli dei propri Rebbe e di altre figure religiose li considerano essere tra i lamedvavnik. È anche possibile per un lamedvavnik rivelarsi agli altri come tale, sebbene accada raramente — la condizione di lamedvavnik lo precluderebbe per il fatto stesso di essere un campione di umiltà e modestia. Di solito sono appunto i discepoli che speculano. Tali credenze vengono comunque descritte nelle opere di Max Brod, e alcuni scrittori (come per esempio Jorge Luis Borges) credono che il concetto si sia originato dal Libro della Genesi 18:26:
Si dice che il fondatore del movimento chassidico, Yisrā'ēl ben Ĕlī‛ezer, meglio noto come il Ba'al Shēm Ṭōv, studiasse insieme ad una società segreta di mistici ebrei, i Nestarim o Nistarim, e che infine fosse divenuto un rabbino riverito e rinomato.

### Operatori di miracoli
Sebbene la condizione di Tzadik, secondo le succitate definizioni, non sia necessariamente collegata all'abilità di operare miracoli, il termine zaddiq è spesso usato liberamente dal Talmud per indicare coloro che hanno raggiunto un grado speciale di santità. In tale contesto, le preghiere dello zaddiq sono considerate particolarmente potenti, come stabilisce il Talmud: "Uno Zaddiq decreta e Dio ascolta." Ciò in conformità col detto talmudico: «Rabban Gamliel figlio di Rabbi Judah haNasi soleva dire: "Fa della volontà di Dio la tua stessa volontà, cosicché Egli faccia della tua volontà la Sua."»
In certi contesti, ci si riferisce allo Tzadik come al mistico operatore di miracoli. Secondo il Ba'al Shēm Ṭōv, tale abilità sarebbe alla portata di ogni ebreo. Infatti egli disse che ogni ebreo ha il potere di attraversare un fiume sopra il proprio fazzoletto, tramite la connessione con la propria anima (che è di origine divina). Nel chassidismo, la dottrina dello "tzaddiqismo pratico", sviluppato da Elimelech di Lizhensk (1717–1787), presentava lo Tzadik che faceva miracoli per trasmettere la benedizione divina Ayin-Yesh. Nella sua versione più estrema, i "taumaturghi" chassidici, predominanti nella Polonia del XIX secolo, enfatizzavano questo concetto, a volte criticato come superficiale da altri capi chassidici. Secondo Menachem Mendel di Kotzk e la sua reazione contro lo "tzaddiqismo popolare", il più grande miracolo era di esaminare se stessi senza farsi illusioni.

### Diventare unoZaddiq
Secondo la prima suddetta definizione, che uno Tzadik è "colui i quali meriti sorpassano le sue iniquità", qualsiasi persona può raggiungere tale livello. In contrasto, secondo la definizione della Tanya che lo zaddiq non ha inclinazioni maligne, solo un piccolo gruppo di predestinati può raggiungere tale livello..

## Terminologia nella Kabbalah

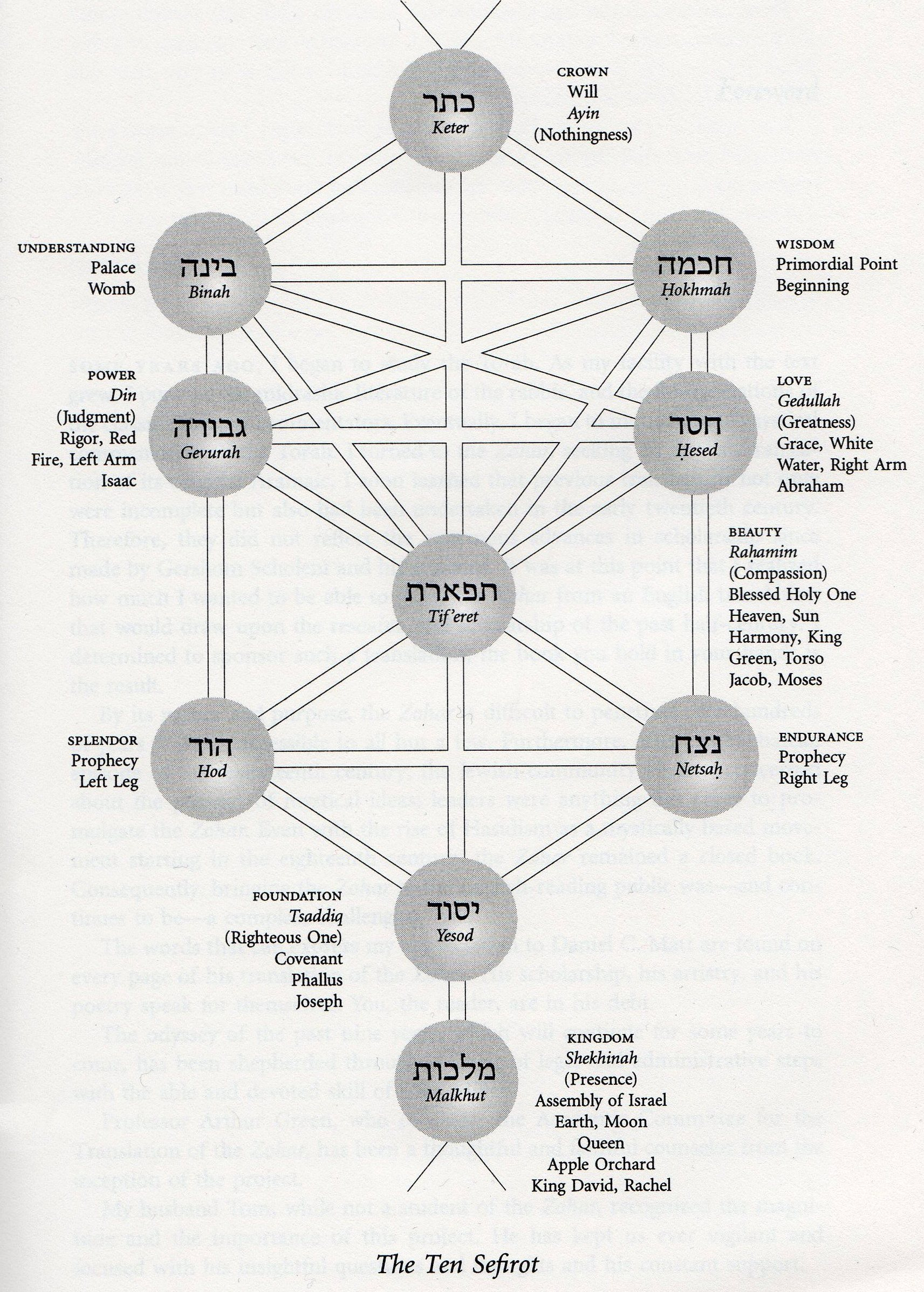
Corrispondenze – Yesod-Fondamento: 9ª Sefirah, Tzadik, Alleanza, canali, Cielo, alla 10ª Sefirah: Regno, Terra, Shekhinah, Israeliti

"... Poiché tutto quello che sta in cielo e sulla terra..."

"– Poiché tutto כל (Yessod) si unisce al Cielo e alla Terra"

"Lo Tzadik è il fondamento (Yessod) del Mondo"

Nel sistema delle 10 Sefiroth, ovvero le emanazioni divine presenti nella Kabbalah, ognuna delle 7 espressioni emotive è correlata ad una figura archetipica della Bibbia ebraica (Tanakh). Il primo reame emanato ad emergere della Volontà potenziale di Dio nella Creazione è Atziluth, il Mondo dell'"Emanazione". Poiché è ancora nullificato nella Divinità, e pertanto non considerata esistenza autocosciente, è il reame dove le 10 Sephirot, attributi di Dio, sono rivelate nella loro essenza. Le Sephirot splendono anche nei mondi spirituali inferiori, ma solo in gradi più bassi in sequenza, nascoste tramite contrazioni susseguenti e velature della vitalità divina. Sette tzadikim biblici, figure di rettitudine, sono considerati personificazioni delle Sephirot emotive di Atzilut: Abramo-Benevolenza, Isacco-Rigore, Giacobbe-Compassione, Mosè-Persistenza, Aronne-Gloria, Giuseppe-Fondamento, Davide-Regno. Mentre tutte e sette le figure sono consideratei Tzadikim supremi, in contesti particolari, sia Giuseppe come Yessod, sia Mosè come anima inclusiva della comunità, sono identificati specialmente come archetipi dello Tzadik in generale.
Nelle Sefiroth, Chessed-Abramo, Gevurah-Isacco e Tiferet-Giacobbe sono potenze spirituali superiori rispetto a Yessod-Giuseppe, che trasmette le potenze superiori alla loro realizzazione nell'azione di Malkuth. Tuttavia, tradizionalmente nell'ebraismo Giuseppe viene nominato con la qualità di "Tzadik-Giusto". Mentre i Patriarchi vivevano rettamente come pastori, Giuseppe rimase santo in Egitto, circondato da impurità, tentato dalla moglie di Potifar, prigioniero in carcere, e poi attivo come viceré del Faraone. Poiché la Sephirah celeste di Yessod-"Fondamento" incanala spiritualità verso il reame fisico, così nella Kabbalah e nello sviluppo del pensiero chassidico la sua funzione si affianca al ruolo umano dello Tzadik in questo mondo:
- Nel Divino, Yessod è la 9ª Sefirah, nella colonna bilanciata mediana, a collegare tutte le Sephirot superiori, centrate in Tiferet-"Bellezza" d'armonia emotiva, fino all'ultima Sefirah Malkuth- realizzazione del "Regno". Nel flusso della forza creativa divina, ciò rappresenta il canale connettivale tra Cielo e Terra, tra il "Santo Che Sia Benedetto" (Tiferet manifestazione divina maschile trascendente), e la Shekhinah (Malkuth dimorante nella manifestazione divina femminile immanente). I kabbalisti ebrei del XVI secolo introdussero la preghiera "Per amore dell'unione" di questi principi, prima delle osservanze ebraiche.
- Nell'anima, Yessod è contatto, connessione e comunicazione con la realtà esterna di Malkuth, simile al modo in cui le fondamenta di un edificio si connette alla terra.

- Nella forma corporea di uomo e donna, Yessod corrisponde all'organo della procreazione, analogamente a dove il corpo Tiferet discende verso l'azione, espresso nella potenza procreativa a generare vita. Ciò si relaziona alla Circoncisione "L'Alleanza di Abramo", il "Segno dell'Alleanza" con Dio. Come la Torah descrive i due livelli dell'alleanza ebraica, "alleanza di circoncisione" fisica e "circoncisione del cuore", così le donne sono considerate nate già circoncise fisicamente. La resistenza di Giuseppe alla moglie di Potifar rappresenta la sua perfezione nel "Segno dell'Alleanza". Yessod è il fondamento delle generazioni future di una persona, la potenza di generare l'infinito nel finito.
- Yessod è identificato con lo tzadik giusto, "lo tzadik è il fondamento del mondo". Come la mistica ebraica descrive i differenti livelli dello Tzadik, la Kabbalah considera che questa frase si riferisca particolarmente ad uno Tzadik perfetto per ogni generazione. Nello Tzadik, la luce trascendente infinita si manifesta in questo mondo immanente finito. Lo Tzadik procrea spiritualmente mediante la rivelazione della Divinità con nuove interpretazioni della Torah, e mediante il ritorno a Dio nella propria generazione.
- Yessod connette l'inizio e la fine in Dio che comprende il tutto. Nella Bibbia, Abramo iniziò l'Alleanza Yessod con la circoncisione, sebbene la sua Sefirah fosse Chessed-Benevolenza, la prima espressione emotiva. L'amore crea l'unità dell'alleanza spirituale, e per Abramo ciò si concretizzò in azione, venendo espresso nell'alleanza fisica della circoncisione. Yessod esprime questa discesa, unendo lo spirituale al fisico. "Fondamento" è l'inizio di un edificio e la conclusione della sua progettazione: Yessod è la potenza di portare a conclusione un'azione, rivelando che l'inizio e la fine sono uniti in Dio – "la fine è incastonata nell'inizio, e l'inizio nella fine".[28]
- Ciascuna Sefirah contiene una dimensione interiore, come anima motivante la funzione cabalistica emanativa esteriore. Il pensiero chassidico esplora la motivazione divina interiore, psicologizzando la Cabala attraverso l'esperienza umana. La motivazione interiore di Yessod è Emet-"Verità", il desiderio di ogni persona che le proprie azioni riflettano la vera intenzione dell'anima, adempiendo nell'azione l';intenzione essenziale di Dio per la Creazione. Lo Tzadik sperimenta sommamente il desiderio del fine divino.[27]

### Intelletto nell'anima superna della comunità
"... Amare il Signore tuo Dio, obbedendo alla sua voce e tenendoti unito a lui..."

"Tenersi uniti ad uno studioso della Torah è come tenersi uniti alla Shekinah Divina "

Le guide delle masse di Israele originano dall'intelletto dell'anima di Adamo.

"In ogni generazione c'è un capo come Mosè"

L'anima dello Tzadik è un'anima inclusiva e generale della comunità. Nella Kabbalah, la ghematria (valore numerico) ha importanza, perché la Creazione è formata dal "pronunciamento" divino come da Genesi 1. La ghematria di Yessod (יסוד) è 80, 8 volte 10, che forma il valore ridotto di 18 (חי Vita), poiché lo Tzadik è chiamato veramente "vivo/vitale" spiritualmente. 80 è il valore di Klal (כלל), la "comunità", estensione di Kol (כל), il termine kabbalistico che indica la Sefirah di Yessod. Lo "Tzadik della generazione" è un'"anima generale" (neshama klalit) della generazione, in cui è inclusa ogni anima individuale. Il pensiero chassidico si concentra su questo parallelo e la rispettiva applicazione ad ogni persona. Attraverso la connessione personale di ogni anima con lo Tzadik, la relativa essenza Yechidah viene rivelata, tramite la rivelazione della Yechidah dello Tzadik.